# Рикорд, Людмила Ивановна
Людмила Ивановна Рикорд (урожденная Коростовцева, 1794—1883) — жена адмирала Петра Ивановича Рикорда, общественная деятельница, известная своей  благотворительностью и литературными трудами.

## Биография
Родилась в 1794 году в Курске.
Сопровождала мужа на Камчатку, когда в 1817 году  П.И.Рикорд был назначен начальником Камчатской области, и в течение 5 лет помогала ему в распространении среди населения полуострова садоводства и огородничества. Её усилиями была создана первая на Камчатке оранжерея. Известна как первая поэтесса Камчатки. Внесла большой вклад в развитие духовной и светской культуры области. 
Сотрудничала в «Украинском вестнике» и «Вестнике Европы», где появились её первые литературные труды: «Подражание псалму 114» («Украинский вестник». — 1816. Ч. 3. — С. 205), «Приключение на именинах» («Украинский вестник». — 1817. — Ч. 1. — С. 102; написано в Кяхте) и, наконец, статья, помещённая в «Вестнике Европы» за 1820 год, присланная из Охотска, где она жила в то время, и содержавшая описание тамошнего края. В 1821 году была выбрана почётным членом Санкт-Петербургского Вольного общества любителей российской словесности. 
В течение десяти лет была председательницей комитета, стоявшего во главе Прибалтийского православного братства во имя Христа Спасителя, основанного ею в 1869 году. Много сделала для поддержания православия среди населения этого края — поддерживала строительство православных церквей, создание русских школ, изучение русского языка. Переиздала произведение своего покойного мужа «Записки о плавании к Японским берегам в 1812 и 1813 годах и о сношениях с японцами», впервые изданные им в 1816 г. СПб. «Морская типография». В 1875 году написала биографический очерк о своём покойном муже (СПб., 1875), предназначив его воспитанникам Мореходного училища, которые получали премию имени адмирала П. И. Рикорда. В «Русской старине» были напечатаны её мемуары: «Воспоминания Л. И. Рикорд о пребывании в Константинополе в 1830 г.» (1876. — Т. 17) и «Воспоминания Л. И. Рикорд» (1879. — Т. 24. и 1883. — Т. 39) и др.
Умерла в глубокой старости в Петергофе, 24 июня (6 июля) 1883 года (по сведениям Русского биографического словаря — 26 июня), пережив своего мужа почти на 30 лет. Похоронена на Тихвинском кладбище Александро-Невской лавры. В настоящее время могила считается утраченной.